# Акшкол (Карагандинская область)
Акшкол (каз. Ақшкол) — село в Актогайском районе Карагандинской области Казахстана. Входит в состав Абайского сельского округа. Код КАТО — 353631300. Рядом с селом протекает река Кусак. В советские времена село также называлось Тан.

## Население
В 1999 году население села составляло 30 человек (16 мужчин и 14 женщин). По данным переписи 2009 года в селе проживал 51 человек (27 мужчин и 24 женщины).